# Angus King
Angus Stanley King Jr. (* 31. března 1944 Alexandria, Virginie) je americký politik, nestraník. Od roku 2013 je senátor USA za stát Maine.
Do roku 1993 byl členem Demokratické strany. V roce 1994 byl zvolen guvernérem poté, co ve volbách jako nezávislý kandidát získal lehce nad 35 % hlasů. Vzhledem k tomu, že volba probíhala jednokolově, se tak stal guvernérem. Mandát poté obhájil i v roce 1998, když získal téměř 59 % hlasů.
V roce 2012 byl zvolen senátorem poté, co získal 53 % hlasů. Se ziskem 54 % hlasů pak mandát obhájil i ve volbách v roce 2018 a v roce 2024. Zastává velmi blízké Demokratické straně, v Senátu hlasuje prakticky totožně jako Demokraté.
Od roku 1984 je podruhé ženatý, má celkem šest dětí.